# 금산동초등학교 (전남)
금산동초등학교는 대한민국 전라남도 고흥군 금산면 신평리 209-3에 있었던 공립 초등학교이다.

## 연혁
- 1939년 6월 22일 금산동공립심상소학교 개교
- 1941년 4월 1일 금산동공립국민학교로 개칭
- 1948년 2월 16일 금산동국민학교 오천분교 분리
- 1984년 6월 30일 병설유치원 설립인가
- 1996년 3월 1일 금산동초등학교로 개칭
- 1999년 9월 1일 금산초등학교로 통폐합